# Arnoldo di Torroja
Arnoldo di Torroja (in catalano Arnau de Torroja, in latino Arnaldus de Torrela o Turre Rubea; Solsona, 1120 circa – Verona, 30 settembre 1184) è stato un militare e cavaliere medievale spagnolo, Gran Maestro dell'Ordine dei cavalieri templari dal 1181 sino alla sua morte nel 1184.
Originario della Catalogna, combatté nella Reconquista e, arruolatosi nei cavalieri templari, divenne Maestro dell'Ordine per la penisola iberica e la Provenza. Durante il suo magistero, l'Ordine templare si espanse notevolmente in Spagna grazie alle sue capacità amministrative e alla sua influenza su re Alfonso II d'Aragona. Fu poi eletto Gran Maestro dei cavalieri templari nel 1181, primo cavaliere non francese a ricoprire la carica. Si trasferì nel regno di Gerusalemme e per alcuni anni fu collaboratore di re Baldovino IV. Fu infine da lui inviato come ambasciatore in Europa assieme al patriarca di Gerusalemme Eraclio di Cesarea e al Gran Maestro ospitaliere Roger de Moulins nel 1184, ma poco dopo l'inizio del viaggio morì a Verona, dove venne sepolto.
Per secoli la tomba di Arnoldo di Torroja fu dimenticata e considerata perduta, ma nel 2016 fu fortuitamente rinvenuta durante alcuni lavori di manutenzione nella chiesa di San Fermo Maggiore. Nonostante l'incertezza dei test del DNA condotti tra i resti veronesi e quelli dell'arcivescovo Guglielmo di Torroja, fratello di Arnoldo, l'identificazione del defunto col Gran Maestro templare è relativamente sicura. Il ritrovamento del sepolcro è molto importante dal punto di vista archeologico, poiché costituisce l'unico esempio di tomba di Gran Maestro templare pervenuta fino all'epoca contemporanea.

## Biografia

### Famiglia

Stemma presunto dei signori di Torroja (da torre roja, ovvero "torre rossa")

Non è pervenuta la precisa data di nascita di Arnoldo di Torroja, ma si sa che era anziano all'epoca della sua morte, e che aveva circa sessant'anni al momento della sua elezione nel 1181. Il futuro Gran Maestro nacque quindi all'incirca nel 1120 a Solsona, in Catalogna, probabilmente al castello di Torroja, proprietà della sua famiglia, i signori di Torroja. Discendenti del cavaliere occitano Mirò, vissuto nel secolo precedente e messosi al servizio dei potenti conti di Urgell, i Torroja erano un'importante famiglia nobiliare del regno d'Aragona. Erano riusciti a ottenere il controllo del feudo di Solsona, pur condividendolo coi canonici della cattedrale di Solsona. Il figlio Ecard Mirò, nonno di Arnoldo, aveva spostato la sede della famiglia al vicino castello di Torroja, da cui egli stesso e i suoi discendenti presero poi il proprio nome.
Della madre si sa solo il nome, Valença. Il padre, Bernat Ecard de Torroja, era un compagno dei potenti conti Ermengol V ed Ermengol VI di Urgell, e riuscì ad incrementare il patrimonio e l'influenza della famiglia, facendo ottenere anche prestigiosi incarichi ai propri figli. Arnoldo era l'ultimogenito di sei figli: dei suoi fratelli maggiori Raimondo Berengario ereditò i feudi paterni alla morte del padre nel 1143, Pietro di Torroja divenne vescovo di Saragozza, allora capitale del regno d'Aragona, mentre Guglielmo di Torroja fu nominato vescovo di Barcellona e poi arcivescovo di Tarragona. Di un altro fratello, Ponzio, e di una sorella, Saurina, sono noti i nomi, ma non le attività.
Dopo la generazione dei figli di Bernat, le tracce dei Torroja si fanno fumose. All'inizio del XIII secolo compaiono in alcuni documenti tali Guglielmo (omonimo del vescovo, morto nel 1174), Ugo, Eldiarda e Agnese di Torroja, ma la loro parentela col ramo familiare principale è incerta. Essi comunque non avrebbero potuto discendere da Arnoldo di Torroja, che in quanto cavaliere templare aveva fatto voto di castità. Probabilmente discendevano invece da Raimondo Berengario di Torroja, fratello maggiore di Arnoldo, poiché i visconti di Bas Ugo di Torroja (morto nel 1218) e sua sorella Eldiarda (morta nel 1231) sono a volte citati come figli di un Ramon de Torroja, con tutta probabilità a sua volta figlio del fratello di Arnoldo.

### Giovinezza

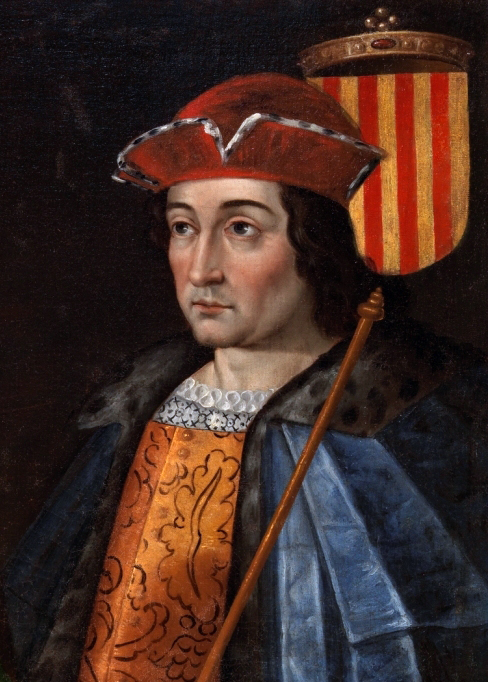
Ritratto immaginario del conte Raimondo Berengario IV di Barcellona, alla cui corte Arnoldo si formò

La prima menzione certa di Arnoldo risale all'agosto del 1132, quando fu testimone di una donazione assieme ai genitori e al fratello Berengario. Con tutta probabilità trascorse l'infanzia a Solsona, poiché vari documenti degli anni immediatamente successivi lo attestano come lì presente. Dal padre fu educato alle armi fino a venire nominato cavaliere, mentre la madre gli istillò un profondo sentimento religioso, che ne avrebbe determinato le scelte di vita.
Una volta adulto, si trasferì alla corte del conte Raimondo Berengario IV di Barcellona, facendo da testimone ad alcune sue donazioni. Arnoldo accompagnò spesso Raimondo Berengario durante le sue campagne militari, e nel 1150 fu testimone dell'accordo siglato tra il conte di Barcellona e la famiglia Trencavel riguardo alla signoria sulla città di Carcassona. Quasi certamente Arnoldo aveva combattuto anche nel 1148, partecipando alla conquista delle città di Tortosa e Lleida, strappate al dominio musulmano. Proprio nella città di Tortosa entrò in possesso, con una concessione del 27 marzo 1149, delle proprietà espropriate al possidente musulmano Alì, costituite da una casa e alcuni terreni e vigneti fuori città. Ricevette alcuni campi coltivati anche a Lleida. Forse proprio durante la campagna del 1148, Arnoldo di Torroja entrò in contatto per la prima volta coi cavalieri templari, che ammirava per il loro zelo religioso.
Nel 1151 contribuì a fondare il monastero di Santa Maria di Poblet donando ai monaci alcune sue proprietà. Ancora nel 1156 e 1159 fu testimone di donazioni fatte dal conte di Barcellona.

### Amministrazione templare

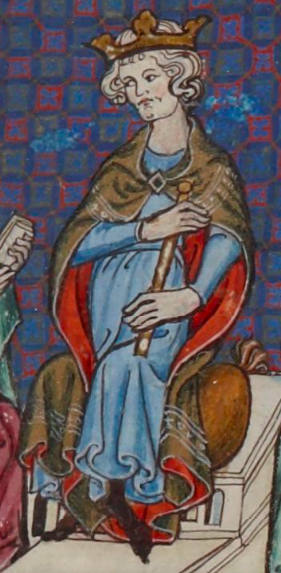
Miniatura di re Alfonso II d'Aragona, di cui Arnoldo di Torroja era fidato collaboratore durante la sua amministrazione europea

La famiglia Torroja da molto tempo simpatizzava per i templari, poiché già il padre Bernat Ecard aveva effettuato delle donazioni a loro favore, e ciò facilitò la successiva carriera del figlio. Lo stesso Arnoldo, ancora laico, donò molte delle sue proprietà all'Ordine templare con un atto del 13 agosto 1153. L'8 settembre del 1163, ormai già templare, donò tutte le sue proprietà di Tortosa al vescovo cittadino Goffredo.
Arnoldo divenne un cavaliere templare relativamente tardi, nel 1162. La sua conversione definitiva avvenne probabilmente grazie all'influenza di fra' Ugo da Barcellona, Maestro templare di Tortosa, ed entro la fine dell'anno era già entrato a far parte dell'Ordine, poiché in un lascito ai templari del 1º gennaio 1163 compare già come fra' Arnoldo. All'entrata nell'Ordine, rinunciò a tutte le sue proprietà eccetto il piccolo feudo di Coniaquera, donato nell'agosto del 1174 a un tale di nome Arnoldo di Déu, probabilmente un suo vecchio servitore. Durante i primi anni di appartenenza ai templari, continuò a svolgere il ruolo di testimone in molte donazioni, anche quelle propiziate dalla sua famiglia.
La sua grande esperienza militare, amministrativa e diplomatica gli permise di fare velocemente carriera all'interno dell'Ordine. In quanto personaggio di spicco della nobiltà catalana, fu favorito dal nuovo Maestro provinciale aragonese Ugo Goffredo, che lo fece suo stretto collaboratore. Già nel 1166-1167 Arnoldo figurava come Maestro templare della Provenza e di alcune aree della Spagna (Magister in partibus Hispaniae et Provinciae), detenendo la carica probabilmente già dal 1164. In quegli anni, tuttavia, le tracce di Arnoldo si fanno fumose, scomparendo nei documenti dal 1164 e ricomparendo già come Maestro templare e successore di Ugo Goffredo in un atto del 6 ottobre 1166. È stato quindi ipotizzato che nel 1165 avesse effettuato un primo viaggio in Terrasanta, ma si tratta di una non comprovata ipotesi. Oltre che in Provenza e Spagna, Arnoldo amministrò pure i beni dell'Ordine templare in Navarra.
Arnoldo si distinse in quegli anni alla stregua di un ottimo amministratore, espandendo i feudi e le rendite dei templari in Francia e Spagna, attività testimoniata da numerose compravendite e donazioni con la sua firma pervenute fino in epoca contemporanea. Controllava poi l'importante dogana di Lleida, eletta a sua residenza, dove fece cominciare a stilare un cartulario. Durante il suo magistero, cercò di espandere l'influenza dell'Ordine templare fondando nuove commanderie a Corbins e Luna nel 1167, a Barbens nel 1168, nella Cerdagna, nel Berguedà e a Puig-reig nel 1169, a Huesca nel 1171, a Barberà de la Conca nel 1173, in Navarra nel 1179 e ad Ascó e Granyena de Segarra nel 1181.
Coltivò sempre rapporti amichevoli con re Alfonso II d'Aragona, figlio di Raimondo Berengario IV e principale monarca dei territori rientranti nella sua amministrazione. Dal 1167 concesse grossi prestiti alla corona aragonese, aumentando così l'influenza dei templari nel regno d'Aragona; i prestiti che il sovrano non poteva ripagare venivano di solito convertiti in passaggi di proprietà, cosa che portò Arnoldo ad acquisire per l'Ordine numerosi feudi e castelli in Spagna. Negli anni 1170 la famiglia Torroja controllava ormai le più alte cariche ecclesiastiche di tutta l'Aragona (Arnoldo era Maestro templare, Guglielmo arcivescovo di Tarragona e Pietro vescovo di Saragozza), possedendo quindi un grande e stabile potere; proprio con la mediazione del fratello Guglielmo, il 3 maggio 1173 Arnoldo raggiunse un accordo con la diocesi di Lleida riguardo alle rendite templari della città.
Nel 1174 fu invitato al matrimonio tra Alfonso II e Sancha di Castiglia, segno che ormai era considerato un'importante figura della politica iberica. Divenne quindi consigliere e collaboratore di re Alfonso II, assistendolo in più occasioni. Fautore in quegli anni di una politica di convivenza coi musulmani, Arnoldo preferì raggiungere accordi con loro al fine di garantire la sicurezza dei territori cattolici e nella fattispecie del regno d'Aragona, che infatti in quegli anni godette di relativa stabilità e prosperità in seguito alla stipula coi musulmani del trattato di Cazola del 1179. Durante la sua amministrazione celebrò due capitoli templari, uno a Lleida nel 1176 e l'altro a Barberà nel 1180.
Prima della sua elezione a Gran Maestro, si recò con certezza una sola volta in Terrasanta, compiendo un pellegrinaggio a Gerusalemme nel 1175. Nonostante la sua grande importanza dell'Ordine, scelse di non trattenersi e rientrò in Europa per amministrare direttamente i territori a lui assegnati. Già tra il 1171 e il 1173 Arnoldo scompare dalle cronache catalane senza spiegazione, e non è improbabile che in quel periodo avesse compiuto un altro viaggio in Oriente, ma mancano prove concrete di ciò. Nel 1176 avrebbe dovuto compiere un viaggio diplomatico presso re Enrico II d'Inghilterra per conto di Alfonso II d'Aragona, ma gli vennero infine preferiti altri dignitari. Nel 1180 fece da mediatore tra il principe Boemondo III d'Antiochia e i cavalieri ospitalieri, suggellando il passaggio di alcuni feudi in Spagna del primo ai secondi. Si trovava ancora sul continente quando nel 1181, dopo la morte del precedente Gran Maestro Oddone di Saint-Amand prigioniero di Saladino, fu eletto a succedergli alla guida dell'Ordine.

### Gran Maestro dei Templari

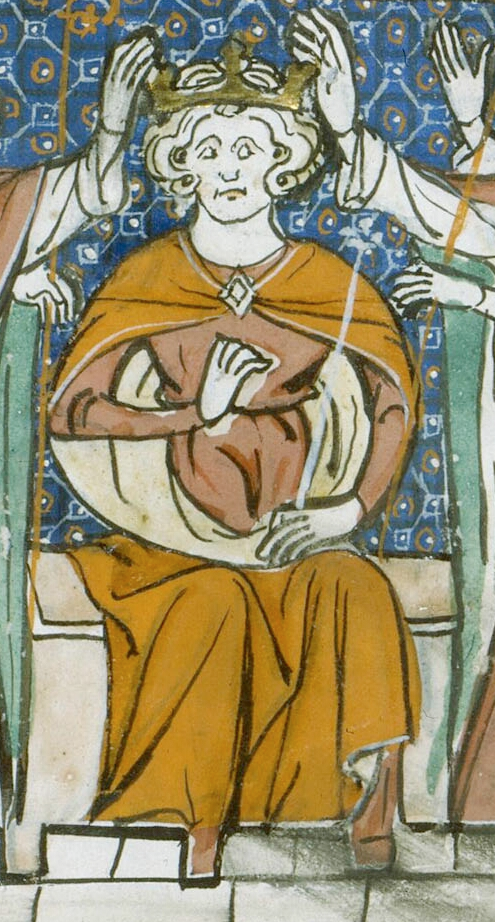
Miniatura di re Baldovino IV di Gerusalemme, che Arnoldo di Torroja assistette durante la sua guida dell'Ordine templare

L'elezione a Gran Maestro di Arnoldo di Torroja fu sorprendente e gli storici ne sottolineano la peculiarità. A dispetto infatti della preponderanza dei cavalieri francesi dell'Ordine templare, il nuovo Gran Maestro era catalano, di età avanzata e per di più conosceva poco o nulla la Terrasanta. Ciò tuttavia è spiegabile con la situazione geopolitica del regno di Gerusalemme, allora assai travagliata. I musulmani avevano infatti inflitto pesanti sconfitte militari ai cristiani nelle battaglie di Marjayoun e del Guado di Giacobbe, prendendo prigioniero anche il Gran Maestro Oddone di Saint-Amand, morto poco dopo in mano al nemico; la salute di re Baldovino IV di Gerusalemme, affetto dalla lebbra, era inoltre in sempre più rapido declino, circostanza alla quale conseguiva il crescente strapotere delle famiglie nobili ierosolimitane; infine, coi musulmani era stata raggiunta una fragile tregua per via della pesante siccità che allora interessava tutto il Medio Oriente, ma era palese che essa non avrebbe retto a lungo. I templari, allora in bancarotta, con sempre meno effettivi e bisognosi di una guida capace, elessero quindi come proprio capo l'anziano cavaliere ispanico in virtù delle sue note doti diplomatiche e amministrative. Anche grazie all'importanza dei suoi fratelli ecclesiastici (l'arcivescovo Guglielmo di Torroja era già morto nel 1174, mentre invece il vescovo Pietro di Torroja viveva ancora e quasi certamente intercedette per lui), la sua elezione venne approvata senza riserve da papa Alessandro III. Non è da escludere che il pontefice stesso avesse spinto per l'elezione di Arnoldo alla guida dei templari, volendo avere nell'instabile regno di Gerusalemme una figura fidata e stabilizzatrice.
Data la grande distanza fra la Spagna e Gerusalemme, Arnoldo giunse in Terrasanta solo tra la fine del 1181 e l'inizio del 1182, accompagnato dal nipote Raimondo II di Torroja e da altri templari. Al suo arrivo cercò subito di riorganizzare l'Ordine templare, rimuovendo i precedenti amministratori e promuovendone di nuovi come Gilbert Hérail, già suo assistente in Europa e a sua volta futuro Gran Maestro, e Gérard de Ridefort, che gli sarebbe succeduto alla guida dell'Ordine. Collaborò poi proficuamente con Roger de Moulins, Gran Maestro dei cavalieri ospitalieri, e assieme mediarono nel persistente conflitto tra il principe Boemondo III d'Antiochia e il patriarca di Antiochia Aimerio di Limoges. Con Roger de Moulins, inoltre, Arnoldo appianò la persistente rivalità tra cavalieri templari e ospitalieri, anche grazie alla mediazione di papa Lucio III e Baldovino IV.

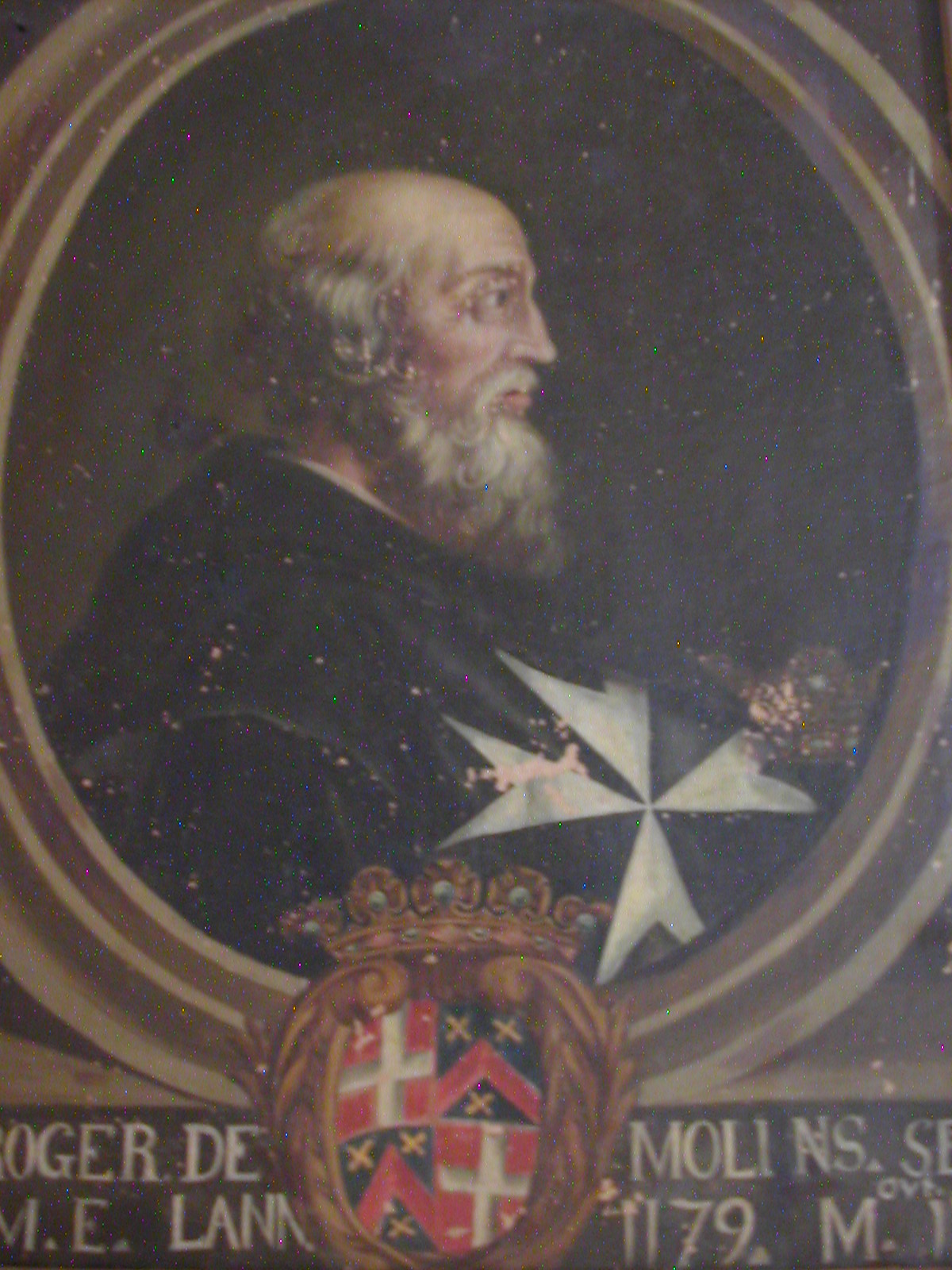
Ritratto del Gran Maestro ospitaliere Roger de Moulins, con cui Arnoldo collaborò spesso durante il suo mandato

Sempre fautore di una politica di compromesso coi musulmani, cercò di mediare con Saladino dopo le scorribande di Rinaldo di Châtillon in Transgiordania che mettevano a repentaglio la pace mediorientiale. Falliti i suoi tentativi, il Gran Maestro non poté esimersi dal combattere a sua volta contro Saladino, forse partecipando all'assedio di Kerak del novembre 1183, dove rimase ferito proteggendo Baldovino IV. Poco dopo, assieme al patriarca di Gerusalemme Eraclio e al Gran Maestro degli ospitalieri Roger de Moulins, Arnoldo intercedette presso il re per Guido di Lusignano, marito dell'erede al trono Sibilla allora ribelle contro Baldovino, il quale tuttavia reagì indignato e cacciò i tre da San Giovanni d'Acri, dove allora era stabilita la corte ierosolimitana.

### Ambasceria in Europa e morte

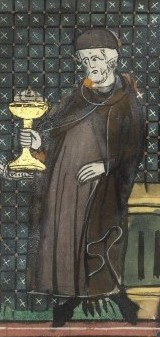
Miniatura di Gérard de Ridefort, collaboratore di Arnoldo di Torroja e suo successore alla guida dell'Ordine templare; non si dimostrò all'altezza del predecessore e contribuì al crollo del regno di Gerusalemme

All'inizio del 1184, Torroja si unì ancora al patriarca Eraclio e a Roger de Moulins, stavolta per cercare in Europa validi supporti politici e finanziari per il regno di Gerusalemme tramite un'ambasceria. Re Baldovino IV aveva deciso di inviare quest'ambasceria poiché, sentendo vicina la morte (che infatti l'avrebbe colto l'anno successivo), era in cerca di alleati per garantire la sopravvivenza del regno non fidandosi delle capacità dei suoi eventuali successori Baldovino V, Sibilla e Guido di Lusignano (sebbene con quest'ultimo Arnoldo di Torroja pare fosse in rapporti amichevoli). L'azione era motivata anche dalla crescente minaccia musulmana, poiché nel giro di pochi mesi Saladino aveva conquistato Aleppo e Mosul, palesando la sua volontà di riunificare il mondo islamico per poi attaccare i regni cristiani. Per provare la serietà della loro iniziativa, i tre ambasciatori portavano con sé le chiavi di luoghi simbolo della Terrasanta come la Torre di Davide, le porte di Gerusalemme e il Santo Sepolcro.
Gli interlocutori principali dell'ambasceria sarebbero dovuti essere papa Lucio III e l'imperatore Federico Barbarossa, allora punti di riferimento dell'Europa cristiana. I tre emissari, partiti nell'estate del 1184, si diressero dapprima in Italia e sbarcarono a Brindisi, come testimoniato da una lettera dove Baldovino IV si rallegrava della felice traversata del Mediterraneo. Gli ambasciatori giunsero poi a Verona, città dove i templari avevano una commanderia e in cui allora si trovava Lucio III, che incontrarono, e vi si trattennero qualche tempo probabilmente per organizzare le successive tappe del viaggio, che avrebbe dovuto condurli verso Francia e Inghilterra. Tuttavia, proprio a Verona l'ormai ultrasessantenne Arnoldo si ammalò, spirando il 30 settembre 1184. Non è nota l'esatta causa di morte del Gran Maestro, anche se è stato ipotizzato derivasse da postumi delle ferite riportate all'assedio di Kerak dell'anno precedente.
Dopo la morte del Gran Mestro dei templari, Eraclio e Roger de Moulins continuarono da soli la loro missione diplomatica; secondo il cronista Rodolfo di Diceto, il 4 novembre successivo i due incontrarono sia il papa che l'imperatore, ma sia questo incontro che le successive visite a Enrico II d'Inghilterra e Filippo II di Francia si risolsero in un nulla di fatto. Il successore di Arnoldo di Torroja alla guida dei cavalieri templari fu Gérard de Ridefort, che tuttavia non si dimostrò all'altezza della situazione poltica coeva: la sua gestione dell'Ordine si rivelò disastrosa, e contribuì alla caduta del regno di Gerusalemme dopo la disfatta cristiana alla battaglia di Hattin del 1187. Il corpo di Arnoldo di Torroja, lasciato in Italia, fu sepolto nella commanderia templare di Verona, su cui poi sarebbe sorta la chiesa di San Fermo Maggiore. In breve tempo, si perse memoria della sepoltura del Gran Maestro e la tomba fu dimenticata.

## La tomba di Arnoldo

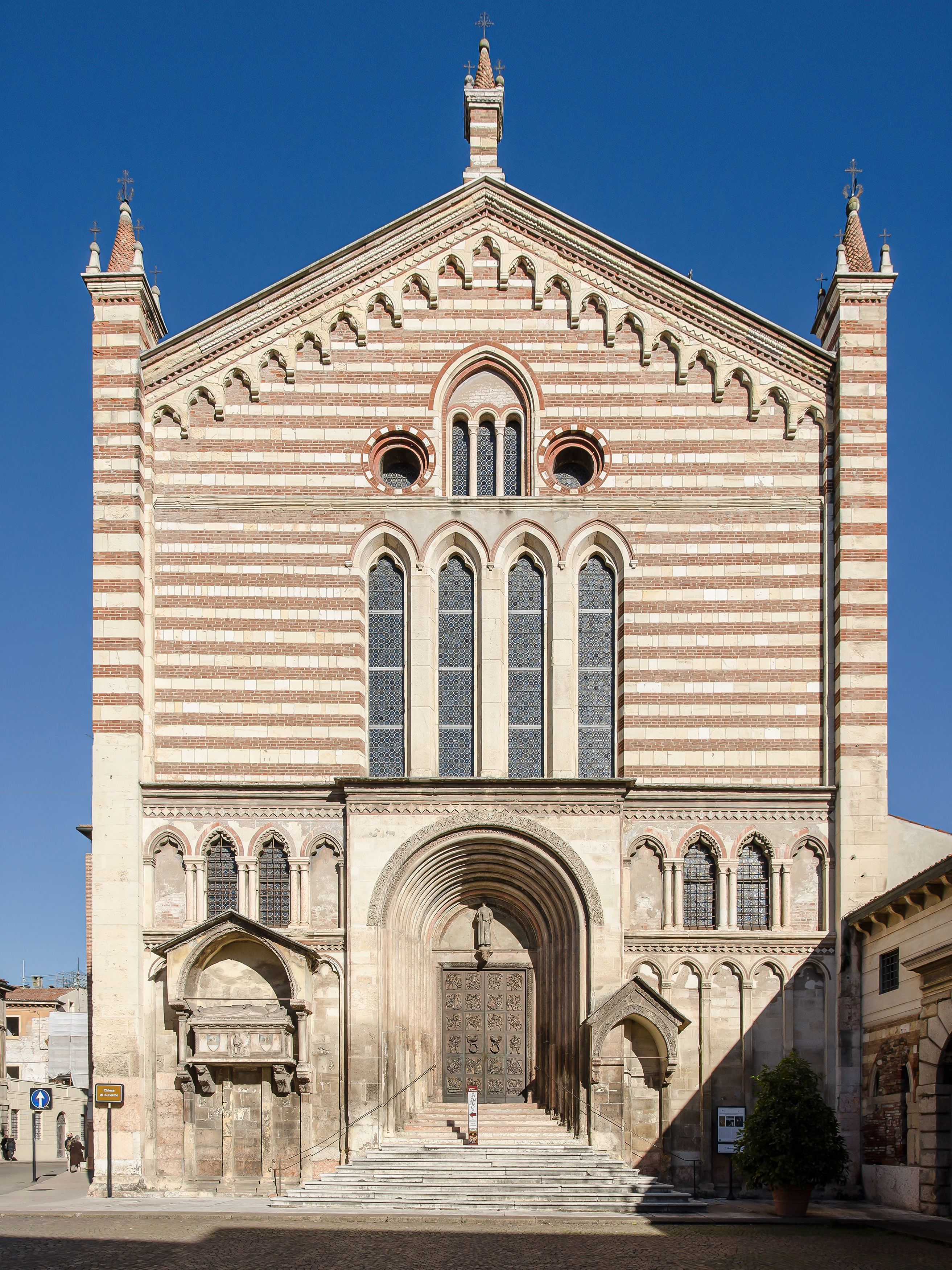
La chiesa di San Fermo Maggiore a Verona, luogo di sepoltura di Arnoldo

Nel 2016, durante dei lavori di manutenzione su un muro danneggiato nell'antico chiostro della chiesa di San Fermo Maggiore di Verona sotto la direzione del parroco don Maurizio Viviani, venne alla luce un grande sarcofago in pietra calcarea recante in effige la croce templare. Oltre alla croce, il sarcofago riportava anche alcune iscrizioni, tuttavia troppo rovinate per poter essere decifrate. La tomba, riportata alla luce nella sua interezza, data la sua imponenza (232 x 100 x 90 cm) fu ritenuta appartenere ad un alto dignitario dell'Ordine templare, rapidamente identificato col suo nono Gran Maestro Arnoldo di Torroja, morto proprio a Verona e la cui sepoltura originaria nella commanderia corrispondeva grossomodo alla posizione della nuova chiesa di San Fermo.
Una volta aperta, nella tomba furono rinvenuti numerosi resti, appartenenti ad almeno tre persone (nel Medioevo non era raro che tombe più antiche venissero riutilizzate per ospitare nuove salme con relativo accumulo di resti umani di diverse epoche); nonostante alcune infiltrazioni d'umidità, i resti apparivano abbastanza ben conservati. Il corpo più superficiale apparteneva ad un giovane del XV secolo, mentre un secondo più interno ad una donna deceduta nel XIV secolo. I resti più antichi e posti in profondità appartenevano invece ad un individuo di circa sessant'anni e vissuto nel XII secolo (datazione ottenuta analizzando al carbonio-14 un molare). L'uomo fu quindi identificato con Arnoldo di Torroja, che in base all'analisi ossea al momento della morte soffriva di alcune patologie, tra le quali anche scoliosi, mal di schiena e mal di denti. Il terzo scheletro era comunque quello meglio conservato, completo abbastanza da poter fornire un'altezza approssimativa del defunto (1,60 m). Attorno alle ossa del Gran Maestro erano presenti anche numerosi frammenti di tessuto, tra i quali dei filamenti di sudario e della seta blu, materiale raro e pregiato nel Medioevo e testimone della ricchezza della sepoltura originaria. Nel complesso, i resti di vestiario provenivano da un ricco corredo funebre originario, compatibile con quello da attribuirsi ad un personaggio importante come il comandante dei cavalieri templari.

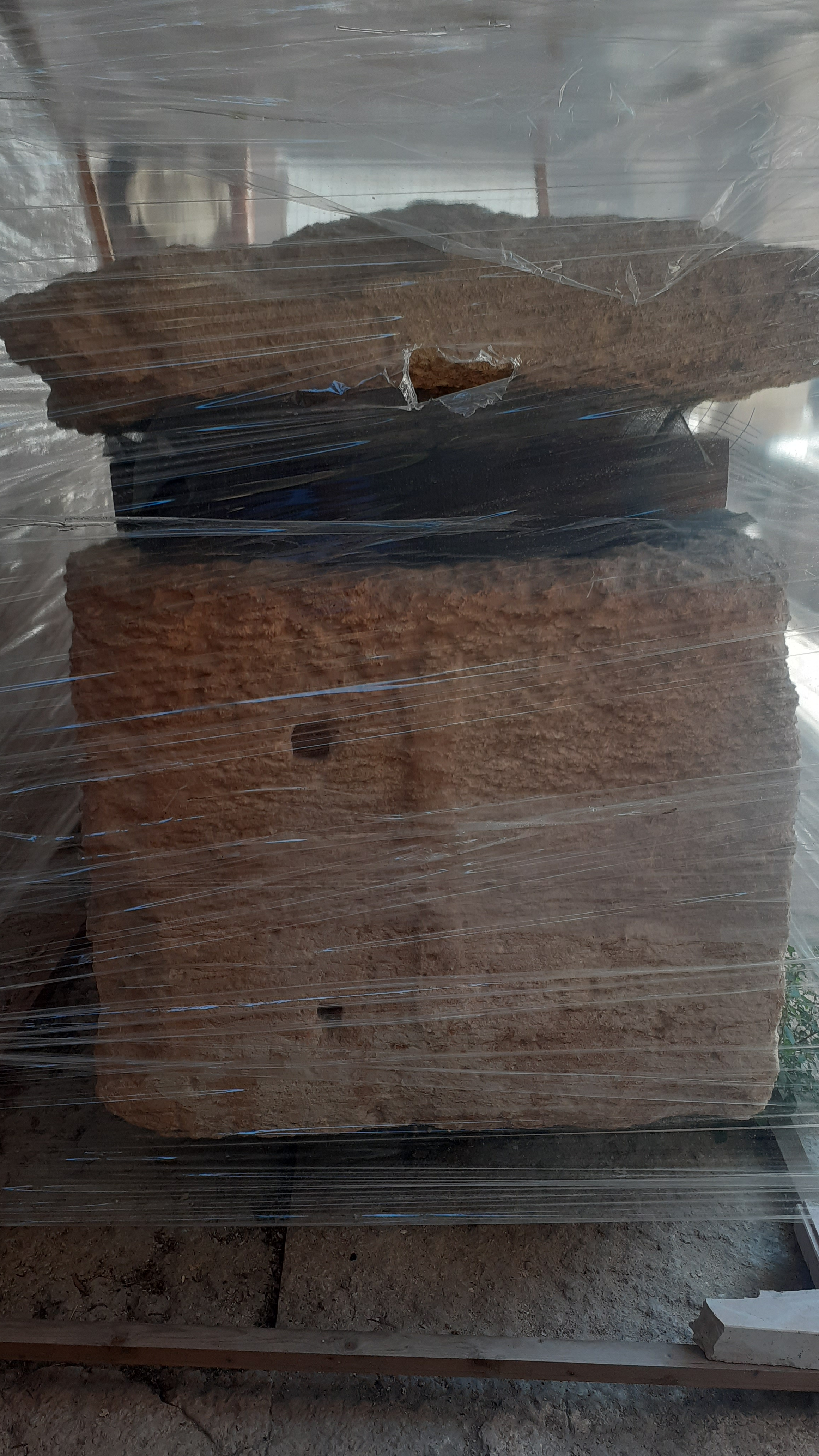
Il sarcofago di Arnoldo di Torroja a Verona; sul lato frontale è ancora distinguibile la croce templare

Le prime analisi hanno riscontrato nel genoma del defunto aplogruppi caratteristici dei catalani, certificandone quindi l'origine. Per certificarne l'identità, un ricercatore dell'Università Harvard prelevò dei campioni di DNA dai resti veronesi per confrontarli con quelli di Guglielmo di Torroja, fratello di Arnoldo sepolto nella cattedrale di Tarragona (mentre le ossa dell'altro fratello Pietro di Torroja si trovano in un ossario comune nella cattedrale di Saragozza e non sono quindi più identificabili con certezza). Dopo l'autorizzazione dell'arcivescovo di Tarragona Jaume Pujol Balcells, la tomba di Guglielmo di Torroja fu aperta il 24 aprile 2018, e dai suoi resti furono prelevati alcuni campioni di DNA per il confronto con quelli veronesi. Le verifiche genetiche furono ritardate dalla pandemia di COVID-19, ma analisi preliminari sui resti spagnoli diedero esito incerto, poiché la presenza di diverse sequenze genetiche testimoniava il mescolamento delle ossa di Torroja con quelle di altri defunti. Ulteriori verifiche genetiche furono condotte dall'Università di Roma, che cercò di isolare dai resti spagnoli sequenze genetiche compatibili col corpo di Verona, ma anche questi risultati diedero esito incerto per il pessimo stato di conservazione dei primi. Nonostante ciò, l'identità del templare è giudicata relativamente sicura per l'origine genetica dei resti, la ricchezza dei tessuti contenuti nella tomba e l'ubicazione della stessa.
La tomba di Arnoldo di Torroja fu ufficialmente presentata al pubblico il 21 aprile 2018. Il ritrovamento del sepolcro costituì una scoperta archeologica unica nel suo genere, poiché si trattava dell'unica tomba nota esistente di un Gran Maestro dei templari o comunque di un alto dignitario dell'Ordine. Non sono infatti pervenute altre sepolture templari così importanti, poiché la repressione dell'Ordine a seguito del concilio di Vienne del 1311-12 risultò nella definitiva dispersione o uccisione dei suoi membri, che non ricevettero quindi degna tumulazione, e infine nella distruzione della maggior parte dei sepolcri templari esistenti.
La tomba di Arnoldo si trova in un loggiato trecentesco appena fuori dalla chiesa di San Fermo, in via Dogana 2. Per il suo valore storico, gli enti locali hanno espresso interesse a creare un percorso turistico dedicato.

## Ascendenza
|                         |   |         | Genitori |  |  | Nonni                 |  |  | Bisnonni |  |
|                         |   |         |          |  |  | Ecard Mirò de Torroja |  |  | Mirò     |  |
|                         |   |         |          |  |  | Ecard Mirò de Torroja |  |  | Mirò     |  |
|                         |   | …       |          |  |  | Ecard Mirò de Torroja |  |  |          |  |
| Bernat Ecard de Torroja |   |         |          |  |  | Ecard Mirò de Torroja |  |  |          |  |
|                         |   | Maiença | …        |  |  |                       |  |  |          |  |
|                         |   | Maiença | …        |  |  |                       |  |  |          |  |
|                         |   | Maiença | …        |  |  |                       |  |  |          |  |
| Arnoldo di Torroja      |   | Maiença |          |  |  |                       |  |  |          |  |
|                         | … | …       |          |  |  |                       |  |  |          |  |
|                         | … | …       |          |  |  |                       |  |  |          |  |
|                         | … | …       |          |  |  |                       |  |  |          |  |
| Valença                 | … |         |          |  |  |                       |  |  |          |  |
|                         |   | …       | …        |  |  |                       |  |  |          |  |
|                         |   | …       | …        |  |  |                       |  |  |          |  |
|                         |   | …       | …        |  |  |                       |  |  |          |  |
|                         |   | …       |          |  |  |                       |  |  |          |  |